# Isothiazolinone
L'isothiazolinone est une famille de biocides composés à partir d'un hétérocycle, le 1,2-thiazol-3-one.

## Chimie
L'isothiazolinone est un thiazole avec une fonction cétone ou bien un lactame comprenant un atome de soufre dans le cycle insaturé.
La famille des isothiazolinones antimicrobiens comprend cinq dérivés importants :
- méthylisothiazolinone (MIT, MI) ;
- chlorométhylisothiazolinone (CMIT, CMI, MCI) ;
- benzisothiazolinone (BIT) ;
- octylisothiazolinone (OIT, OI) ;
- dichlorooctylisothiazolinone (DCOIT, DCOI).

La butylbenzisothiazolinone (BBIT) est beaucoup moins utilisée.
L'isothiazolinone est aussi un mélange plus connu sous la marque déposée Kathon CG¡ par l'entreprise Rohm and Haas, de deux thiazolinones, la méthylchloroisothiazolinone (75 %) et la méthylisothiazolinone (25 %).

## Applications
Les isothiazolinones sont utilisées contre les bactéries, champignons, et algues dans les systèmes de refroidissement, tour de réfrigération, réservoir d'essence, la papeterie, l'extraction de pétrole et la préservation du bois. Leur effet biocide provient d'un mécanisme en deux étapes : en quelques minutes, une inhibition rapide de la croissance et de la respiration, suivie par des dommages irréversibles à la cellule en quelques heures. En réagissant avec les protéines de la cellule, la consommation d'oxygène, donc la respiration, et la synthèse d'ATP, donc la production d'énergie, sont inhibées.
Elles sont utilisées aussi dans les laques, les peintures, les antifoulings et les vernis.
L'isothiazolinone est un agent conservateur utilisé dans les produits cosmétiques tels que les shampooings et soins pour cheveux. Elle est autorisée en Europe pour toute application cosmétique à une concentration maximale de 15 ppm.
L'isothiazolinone est utilisée pour le traitement de surface de moisissures d'édifices historiques (les temples d'Angkor au Cambodge ou une église de Rome), ou plus récemment des cavernes préhistoriques telles que la grotte de Lascaux.

## Santé
Les isothiazolinones ont des effets indésirables : une toxicité élevée en milieu aquatique et source d'allergie par contact direct ou par l'air.